# Ismael Athuman
Ismael Said Athuman González, noto semplicemente come Ismael Athuman (Maspalomas, 1º febbraio 1995), è un calciatore keniota con cittadinanza spagnola, centrocampista dello Zamora CF e della nazionale keniota.

## Carriera
Il 16 gennaio 2025 si accasa al Mérida AD.